# Tijd verliezen
Tijd verliezen is een single van de Nederlandse band Racoon uit 2022. Het stond in 2021 als derde track op het album Spijt is iets voor later, waar het de vijfde single van was, na Het is al laat toch, De echte vent, Hee joh Jip en Geef je hart niet zomaar weg.

## Achtergrond
Tijd verliezen is geschreven door Maarten van Damme, Dennis Huige en Bart van der Weide. Het is een nederpoplied dat gaat over het spenderen van tijd met je kinderen, in het geval van het lied met een zoon. Het lied is geschreven voor de zoon van Bart van der Weide. Van der Weide legde de betekenis van het lied als volgt uit: 
“Tijd verliezen gaat over de emotie van een vader die midden in de nacht op is met zijn jonge kind. Als vader wil je dat je kind gaat slapen, maar tegelijkertijd geniet je van het bijzondere moment. De tijd gaat snel voorbij, voor je het weet vliegen je kinderen uit. Dus koester de momenten samen. Want van klein naar groot gaat vliegensvlug. En als je d’r bent, dan kan je niet meer terug. Blijf nog even wie je bent. Groei niet te hard, m’n kleine vent.”
Het is de tweede single van het album die gaat over een kind van Van der Weide; Geef je hart niet zomaar weg gaat over zijn dochter. De videoclip van het nummer is in dezelfde stijl geanimeerd als de eerdere videoclips van de singles van het album.

## Hitnoteringen
Het lied haalde de Single Top 100 of de Top 40 niet. Wel kwam het tot de achttiende plaats van de Tipparade van de Top 40. In de eindejaarslijst van NPO Radio 2 kwam het datzelfde jaar binnen op plek 833.

### NPO Radio 2 Top 2000
| Nummer met noteringen in de NPO Radio 2 Top 2000 | '22 | '23 | '24 |
| ------------------------------------------------ | --- | --- | --- |
| Tijd verliezen                                   | 833 | 917 | 384 |

1. ↑  Een vetgedrukt getal geeft de hoogste notering aan.
2. ↑  2022 was het eerste jaar met een notering voor dit nummer.